# Sangiaccato di Tripoli
Il sangiaccato di Tripoli (in turco Trablus Sancağı, in arabo سنجق طرابلس الشام‎?), era una prefettura (sangiaccato) dell'Impero ottomano, situata nell'odierna Siria,nella parte più settentrionale del Vilayet di Beirut. Confinava con il Sangiaccato di Hama nel Vilayet di Siria a est, il Mar Mediterraneo a ovest, il Sangiaccato di Laodicea a nord e il Sangiaccato di Beirut a sud. La città di Tripoli era la sua capitale. Aveva una popolazione di 175063 abitanti nel 1914.

## Suddivisioni amministrative
Il sangiaccato era diviso da quattro distretti (kaza):
- Kaza di Tripoli (Trablus-Şam)
- Kaza di Qalʿat al-Ḥuṣn (Hısnü'l Ekrâd)
- Kaza di Safita (Şafita)
- Kaza di Akkar